# 8SVX
8SVX – odmiana formatu IFF (Interchange File Format), służąca do przechowywania 8-bitowych danych dźwiękowych, zarówno mono-, jak i stereofonicznych. Posiada opcjonalną możliwość zapisu informacji dotyczących zapętlenia dźwięku. 8SVX jest obsługiwany przez AmigaOS poprzez 8svx.datatype oraz przez praktycznie wszystkie aplikacje dźwiękowe i edytory muzyczne stworzone dla tego systemu (w szczególności programy typu tracker).
Format 8SVX przez wiele lat był standardem dla próbek dźwiękowych na komputerach Amiga, jednak wraz z upływem czasu i wzrostem wymagań wobec jakości dźwięku stracił swoje znaczenie. Jego 16-bitowy odpowiednik, 16SV, nigdy nie zyskał popularności głównie ze względu na brak 16-bitowych układów dźwiękowych w Amigach oraz rosnącą popularność innych formatów, takich jak AIFF oraz WAV.